# محاصره سارد (۴۹۸ پ.م.)
محاصره سارد اولین درگیری بزرگ بود که در پی شورش ایونی‌ها رخ داد. یک سپاه از یونانی‌ها حمله‌ای را به شهر سارد آغاز کرد، اما در نهایت این حمله توسط نیروهای ایرانی دفع شد. بیشتر شهر در طول این محاصره در آتش سوخته شد.

## پیش‌زمینه
شورش ایونی‌ها به دلیل نارضایتی یونانی‌های آسیای کوچک صورت گرفت. دلیل این نارضایتی‌ها حاکمان منصوب شده توسط هخامنشی‌ها بود. در سال ۴۹۹ پ.م. آریستاگوراس، حاکم میلتوس، به همراه آرتافرنه ساتراپ ایرانی اسپاردا، به جزیره ناکسوس لشکرکشی کردند. دلیل این لشکرکشی تقویت جایگاه میلتوس و ایجاد فضایی میان آن و دولت‌شهرهای حاضر در سرزمین اصلی یونان بود. این عملیات با شکست همراه شد. آریستاگوراس با این گمان که بزودی توسط شاه برکنار خواهد شد، تصمیم گرفت تا کل ایونیا را علیه داریوش بزرگ به شورش برانگیزد. او همچنین با شهرهای سرزمین اصلی یونان یعنی آتن و ارتریا متحد شد و آن‌ها متقاعد کرد که ایرانی‌ها به راحتی شکست خواهند خورد.

## نبرد
در بهار سال ۴۹۸ پ.م. یک نیروی آتنی متشکل از ۲۰ ترایریم، به همراه ۵ ترایریم از ارتریا، به سوی ایونیا حرکت کردند. آن‌ها به نیروی اصلی ایونی‌ها در نزدیکی افسوس پیوستند. آریستاگوراس با امتناع از رهبری این نیرو، برادرش چاروپینوس و یک فرد میلتوسی دیگر، بنام هرموفانتوس را به عنوان فرمانده سپاه منصوب کرد.
این نیرو سپس توسط افسوسی‌ها از مسیر کوهستان به شهر سارد هدایت شد. یونانی‌ها توانستند ایرانی‌ها را غافلگیر کرده و قسمتی از شهر را تصرف کنند. با این حال، آرتافرنه همچنان قلعه شهر و نیروهای قابل توجهی را در اختیار داشت. هرودوت می‌گوید که قسمتی از شهر به‌طور تصادفی آتش گرفت و آتش به سرعت گسترش یافت. ایرانی‌های در قلعه، که توسط شهری در حال سوختن احاطه شده بودند، به بازار سارد رفته و در آن‌جا با یونانی‌ها جنگیده و آن‌ها را مجبور به عقب‌نشینی کردند. یونانی‌ها که روحیه خود را از دست داده بودند، از شهر عقب‌نشینی کرده و شروع به بازگشت به افسوس کردند.
هرودوت گزارش می‌دهد که وقتی داریوش خبر سوزاندن سارد را شنید، سوگند خورد که از آتنی‌ها انتقام خواهد گرفت، و خدمتکاری را مأمور کرد که هر روز سه بار سوگندش را به او یادآوری کند.

## نتیجه
نیروهای ایرانی، یونانی‌ها را عقب رانده و آن‌ها را در نبرد شکست دادند. آتنی‌ها در این زمان به اتحاد خود با ایونی‌ها پایان دادند، زیرا ایرانی‌ها ثابت کرده بودند که چیزی فراتر از آن چیزی هستند که آریستاگوراس توصیف کرده بود. با این حال، ایونی‌ها به شورش خود متعهد ماندند. احتمالاً این نیروها برای محاصره هیچ‌یک از شهرها مجهز نبودند. علیرغم شکست یونان در اولین لشکرکشی، شورش گسترش بیشتری یافت. ایونی‌ها مردانی را به هلسپونت و پروپونتیس فرستادند و بیزانتیوم و دیگر شهرهای مجاور را تصرف کردند. آن‌ها همچنین کاریایی‌ها را متقاعد کردند که به این شورش بپیوندند. علاوه بر این، با مشاهده گسترش شورش، پادشاهی‌های قبرس نیز بدون هیچ گونه ترغیب خارجی علیه هخامنشی‌ها قیام کردند.